# Le Fils de l'oncle Sam chez nos aïeux (film, 1921)
Pour l’article homonyme, voir Le Fils de l'oncle Sam chez nos aïeux.

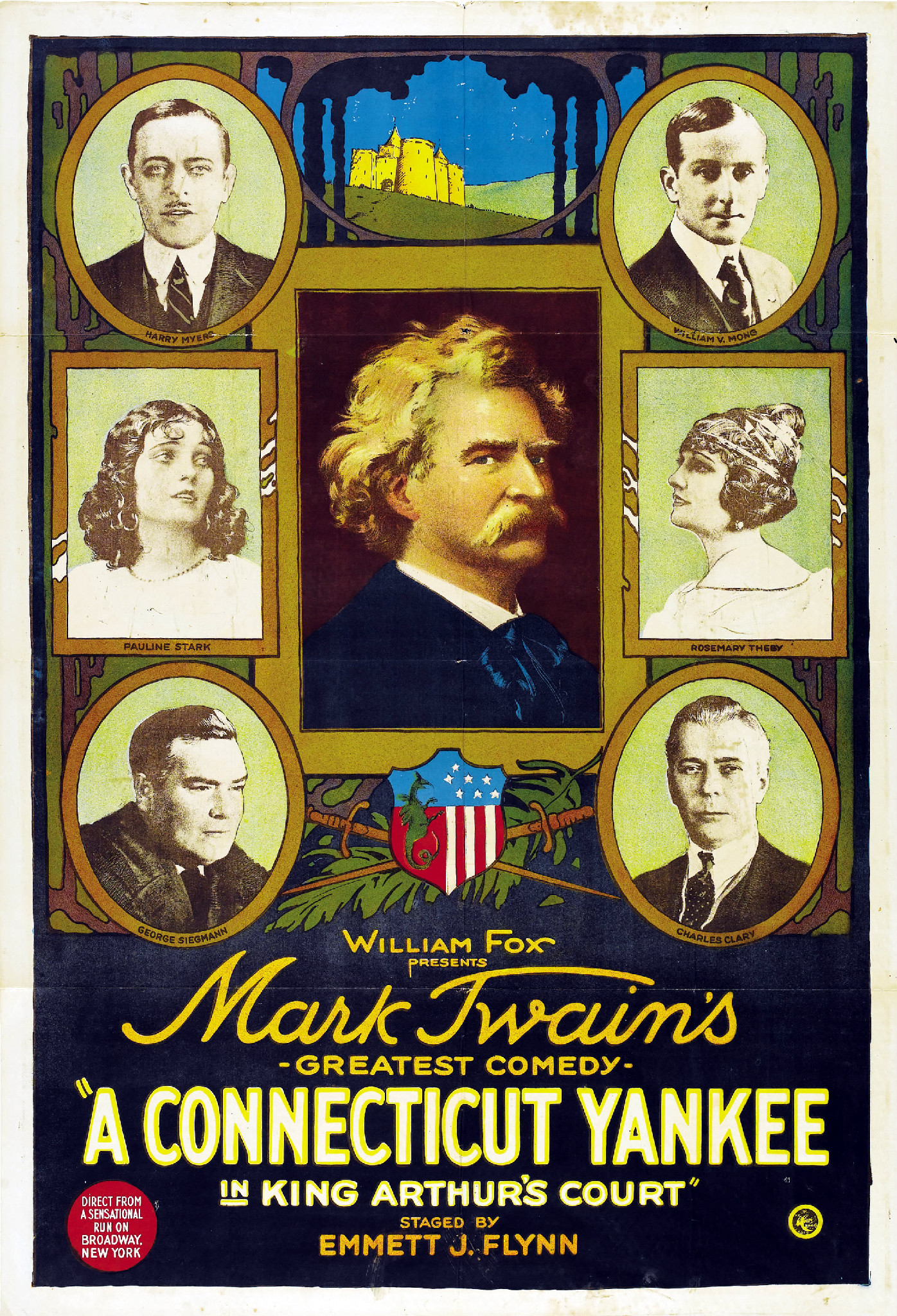
Affiche du film.

Le Fils de l'oncle Sam chez nos aïeux (A Connecticut Yankee in King Arthur's Court) est un film américain réalisé par Emmett J. Flynn, sorti en 1921.
C'est la première adaptation à l'écran du roman de Mark Twain, A Connecticut Yankee in King Arthur's Court.

## Fiche technique
- Titre original : A Connecticut Yankee in King Arthur's Court
- Réalisation : Emmett J. Flynn
- Scénario : Bernard McConville d'après le roman de Mark Twain de 1889 A Connecticut Yankee in King Arthur's Court
- Producteur : William Fox
- Photographie : Lucien Andriot
- Montage : C.R. Wallace
- Distributeur : Fox Film
- Genre : Comédie[2]
- Durée : 80 minutes
- Date de sortie : 14 mars 1921

## Distribution
- Harry Myers : Martin Cavendish
- Pauline Starke : Sandy

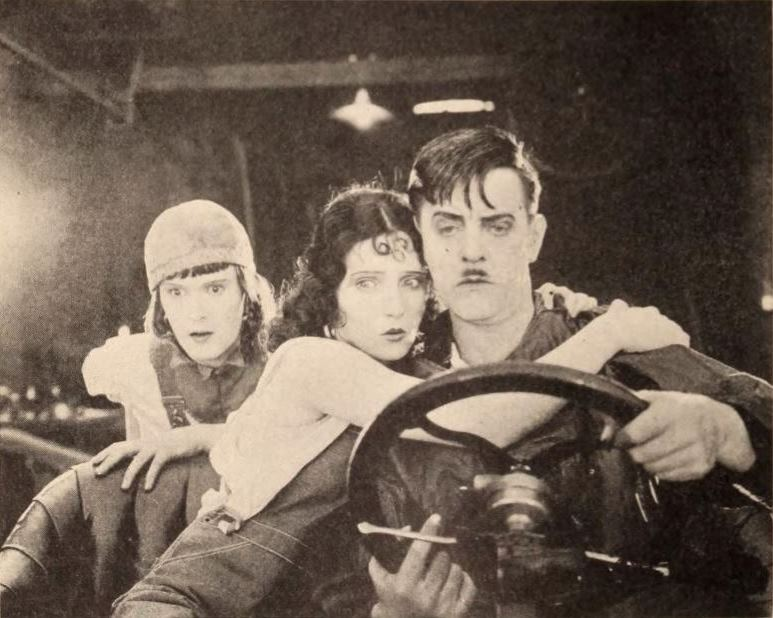
Rosemary Theby, Pauline Starke et Harry Myers dans une scène du film.

- Rosemary Theby  : Queen Morgan le Fay
- Charles Clary : King Arthur
- William V. Mong : Merlin le magicien
- George Siegmann : Sagramore
- Charles Gordon : Clarence, le Page
- Karl Formes : Mark Twain
- Herbert Fortier : Mr. Cavendish
- Adele Farrington : Mrs. Cavendish
- Wilfred McDonald : Lancelot